# بلازا دي إسبانيا

بلازا دي إسبانيا أو ميدان إسبانيا هو ميدان يقع في إشبيلية،إسبانيا تم بناؤه في عام 1928 من أجل المعرض الأيبيري الأمريكي لعام 1929. وهو مثال بارز على العمارة الإقليمية ، حيث تمزج عناصر من أسلوب إحياء الباروك ، وإحياء عصر النهضة، والإحياء المغاربي المدجن من العمارة الإسبانية.